# Distrikt Salamanca
Der Distrikt Salamanca liegt in der Provinz Condesuyos in der Region Arequipa in Südwest-Peru. Der Distrikt wurde am 2. Januar 1857 gegründet. Er besitzt eine Fläche von 1241 km². Beim Zensus 2017 wurden 517 Einwohner gezählt. Im Jahr 1993 lag die Einwohnerzahl bei 1392, im Jahr 2007 bei 1060. Die Distriktverwaltung befindet sich in der 3203 m hoch gelegenen Ortschaft Salamanca mit 291 Einwohnern (Stand 2017). Salamanca liegt 42 km nordnordwestlich der Provinzhauptstadt Chuquibamba.

## Geographische Lage
Der Distrikt Salamanca wird im Südwesten und im zentralen Süden von den beiden Vulkanen Solimana (6093 m) und Coropuna (6425 m) flankiert. Die Längsausdehnung in SW-NO-Richtung beträgt 54 km, die maximale Breite 39 km. Der Río Arma, Oberlauf des Río Chichas, durchquert den Distrikt in westsüdwestlicher Richtung. Das Areal ist sehr arid und mit wüstenhafter Vegetation bedeckt.
Der Distrikt Salamanca grenzt im Westen an die Distrikte Andaray, Yanaquihua und Chichas, im Nordwesten an die Distrikte Toro und Cotahuasi (beide in der Provinz La Unión), im Norden an die Distrikte Tomepampa, Alca und Puyca (alle drei in der Provinz La Unión), im Nordosten an den Distrikt Cayarani sowie im Südosten an die Distrikte Andagua, Machaguay, Viraco und Pampacolca (alle vier in der Provinz Castilla).

## Ortschaften
Im Distrikt gibt es neben dem Hauptort folgende größere Ortschaften (anexos):
- Ayanca
- Palcuyo
- Pucunchu
- Tancani

sowie die caserío Huasca